# Farnley, West Yorkshire
Farnley är en ort i distriktet Leeds, i grevskapet West Yorkshire, i England. Farnley var en civil parish från 1866 till 1904 då den blev en del av Armley and Bramley. Denna civil parish hade 4 351 invånare år 1911. Byn nämndes i Domedagsboken (Domesday Book) år 1086, och kallades då Fernelei.